# Longpont-sur-Orge
Longpont-sur-Orge is een gemeente in het Franse departement Essonne (regio Île-de-France) en telt 5843 inwoners (1999). De plaats maakt deel uit van het arrondissement Palaiseau.

## Geografie
De oppervlakte van Longpont-sur-Orge bedraagt 5,0 km², de bevolkingsdichtheid is 1168,6 inwoners per km².
De onderstaande kaart toont de ligging van Longpont-sur-Orge met de belangrijkste infrastructuur en aangrenzende gemeenten.

## Demografie
Onderstaande figuur toont het verloop van het inwonertal (bron: INSEE-tellingen).

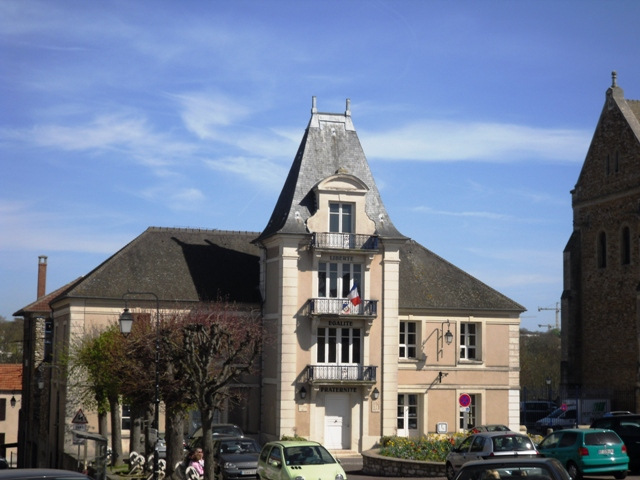
Gemeentehuis